# Operatie Wild Oats
Operatie Wild Oats was een geannuleerde militaire operatie tijdens de Tweede Wereldoorlog.

## Geschiedenis
Nadat de geallieerden op 6 juni 1944 waren geland in Normandië speelde men met de gedachte van een luchtlanding nabij het vliegveld Carpiquet, ten westen van Caen. Onder de noemer Wild Oats zou men deze landing begin augustus 1944 gaan uitvoeren.
Doel van de luchtlanding was de vermeende Duitse terugtocht naar het zuidwestelijk gelegen Evrecy te blokkeren. Op verkenningsfoto's, genomen door de Royal Air Force, bleek echter dat zich rond de luchthaven een sterke concentratie FLAK bevond. Dit maakte het er een erg riskante operatie van, waarbij een groot aantal slachtoffers zou vallen. Doordat de geallieerden op 18 juli Caen en de omliggende dorpen definitief wisten te bevrijden, werd de luchtlandingsoperatie geannuleerd.